# Ферфецький Олександр Олексійович
Олекса́ндр Олексі́йович Ферфецький (1984—2023) — молодший сержант збройних сил України, учасник російсько-української війни.

## Життєпис
Народився 18 жовтня 1984 року в смт Терни Сумської області. У 2014 році працював водолазом у обласній водолазній станції. У 2015 році підписав контракт, після військової служби повернувся на колишню роботу. 
З перших днів повномасштабного вторгнення боронив Україну в лавах української армії. 
Помер 28 вересня 2023 року в шпиталі в місті Дніпро.

## Нагороди
- Орден «За мужність» III ступеня[1].